# モデナ・バレー
モデナ・バレー（Modena Volley）は、イタリア・モデナを本拠地とする男子バレーボールクラブチーム。通称はモデナ。

## 名称
スポンサー名込みの総称および通称
- 2004-2005年　Daytona Modena（モデナ）
- 2005-2008年　Cimone Modena（モデナ）
- 2008-2010年　Trenkwalder Modena（モデナ）
- 2010-2014年　Casa Modena（モデナ）
- 2014-2015年　Parmareggio Modena（モデナ）

## 歴史
1966年、ベニートとジュゼッペのパニーニ兄弟によって、クラブの原形となるグルッポ・スポルティーボ・パニーニ（Gruppo Sportivo Panini）が創設。1993年からデイトナ・バレー（Daytona Volley）として活動し、2005年にパッラヴォーロ・モデナへ改称。2006年に創設40周年を迎えた。
これまでにセリエAのリーグ優勝11回、コッパ・イタリア優勝11回、欧州チャンピオンズリーグ優勝4回をはじめ、国内外の大会で数々のタイトルを獲得。1980年代から1990年代にかけてイタリア代表を多数輩出し、黄金期を築いた。2000年以降は新興クラブの台頭により低迷し、タイトル獲得から遠ざかっていたが、2015年にコッパ・イタリア決勝でトレントを下し、1998年以来17年ぶりの優勝を果たした。

## 主な成績
セリエA（12）
- 優勝：1970、1972、1974、1976、1986、1987、1988、1989、1995、1997、2002、2016

 コッパ・イタリア（12）
- 優勝：1979、1980、1985、1986、1988、1989、1994、1995、1997、1998、2015、2016

 スーペルコッパ・イタリアーナ（1）
- 優勝：1998

 欧州チャンピオンズリーグ（4）
- 優勝：1990、1996、1997、1998

 CEVカップ（3）
- 優勝：1980、1986、1995

 チャレンジカップ（5）
- 優勝：1983、1984、1985、2004、2008

 欧州スーパーカップ（1）
- 優勝：1996

## 歴代監督
- フリオ・ベラスコ
- ベルナルド・レゼンデ
- ダニエレ・バニョーリ
- ブルーノ・バニョーリ
- アンドレア・ジャーニ

## 歴代所属選手
| - アンドレア・アナスタージ - フェルディナンド・デジョルジ - ロレンツォ・ベルナルディ - マルコ・ブラッチ - アンドレア・ジャーニ - アンドレア・サルトレッティ - ダミアーノ・ピッピ - アンドレア・ガルディーニ - マテイ・チェルニック - パオロ・コッツィ - ルイジ・マストランジェロ - ルカ・カンタガッリ - ファビオ・ブッロ - アンドレア・ルケッタ - ドラガン・トラヴィツァ | - ヴィゴール・ボボレンタ - フランチェスコ・ビリバンティ - クリスチャン・カソーリ - ロリス・マニア - アンヘル・デニス（ キューバ） - リカルド・ガルシア - ダンテ・アマラウ - ナウベルチ・ビテンクール - アンドレ・エレル - アンドレ・ナシメント - ムーリオ・エンドレス - マウリシオ・リマ - ルイス・フェリペ・フォンテレス | - ルスラン・オリフベル - エフゲーニ・ミトコフ - アレクセイ・カザコフ - ロマン・ヤコブレフ - ユーリー・ベレジュコ - ウロシュ・コバチェビッチ - ネマニャ・ペトリッチ - ミッコ・エスコ - ロイ・ボール - ケヴィン・ティリ |  |

## ユニフォーム
2007年にアメリカン・コミックの『スパイダーマン』と『アイアンマン』、2008年から2010年に日本のテレビアニメの『ONE PIECE』と『ドラゴンボールZ』のキャラクターがリベロのユニフォームに採用された。
| 2014まで · ホーム | 2014まで · アウェイ | 2014まで · リベロ | 2014-15 · ホーム | 2014-15 · アウェイ | 2014-15 · リベロ |